# Svetlana allo specchio
Svetlana allo specchio (in russo Гадающая Светлана?, Gadajuščaja Svetlana, all'incirca "Svetlana l'indovina") è un dipinto dell'artista russo Karl Pavlovič Brjullov, realizzato nel 1836 e basato sulla ballata Svetlana di Vasilij Žukovskij. Si tratta dell'unico dipinto dell'artista creato sul tema della vita nazionale russa. Attualmente si trova al museo d'arte statale di Nižnij Novgorod.

## Storia
Alla fine dell'estate del 1835, il dipinto di Brjullov Gli ultimi giorni di Pompei, che lo rese famoso, giunse dall'Italia, dove era stato dipinto, a San Pietroburgo. La tela impressionò Nicola I di Russia, che concesse a Brjullov il posto di professore all'Accademia Imperiale di Belle Arti e lo convocò immediatamente nella capitale. L'artista in quel periodo era a Costantinopoli, e avendo ricevuto l'ordine del sovrano, partì immediatamente alla volta di San Pietroburgo. Durante il viaggio si fermò a Mosca, dove arrivò il 25 dicembre 1835. Qui l'artista rimase sei mesi e visse con Antonij Pogol'reskij, per il quale realizzò Svetlana allo specchio durante il suo soggiorno. L'arrivo dell'artista coincise con il giorno di Natale e Brjullov poté osservare il rito della divinazione, che lo aiutò a dare "vita" al quadro. Prima della rivoluzione d'ottobre, il dipinto era nella collezione di Vladimir Orlov-Davydov. In seguito venne trasferito nel museo di Nižnij Novgorod, dove rimane tuttora.

## Descrizione
Il dipinto raffigura una scena di divinazione natalizia. Una ragazza con una lunga treccia che indossa un kokošnik e un sarafan russo siede mostrando la schiena allo spettatore. Di fronte a lei, su un tavolo, si trovano una candela accesa su di un candeliere alto e uno specchio decorato nel quale l'eroina guarda tesa e con timore, sperando di vedersi promessa sposa nel riflesso. La composizione si ispira alla ballata Svetlana: Brjullov riuscì a trasmettere il misticismo romantico nell'essenza del quale venne scritta la ballata originale. Lo specchio potrebbe essere un simbolo di connessione con l'altro mondo e la stessa scena della predizione del futuro è come un desiderio di andare oltre la realtà.

## Accoglienza
Il dipinto fu ben accolto a Mosca, dove viveva l'artista. Ivan Dmitriev si affrettò a scriverne a P. Svinin: "Ha creato... una piccola immagine per Perovskij [il vero nome di Pogol'reskij] che rappresenta una bella ragazza con dei tipici abiti russi". Šalikov pubblicò dei versi ispirati all'opera nel Moskovskie vedomosti.